# プラーン・サームヨート

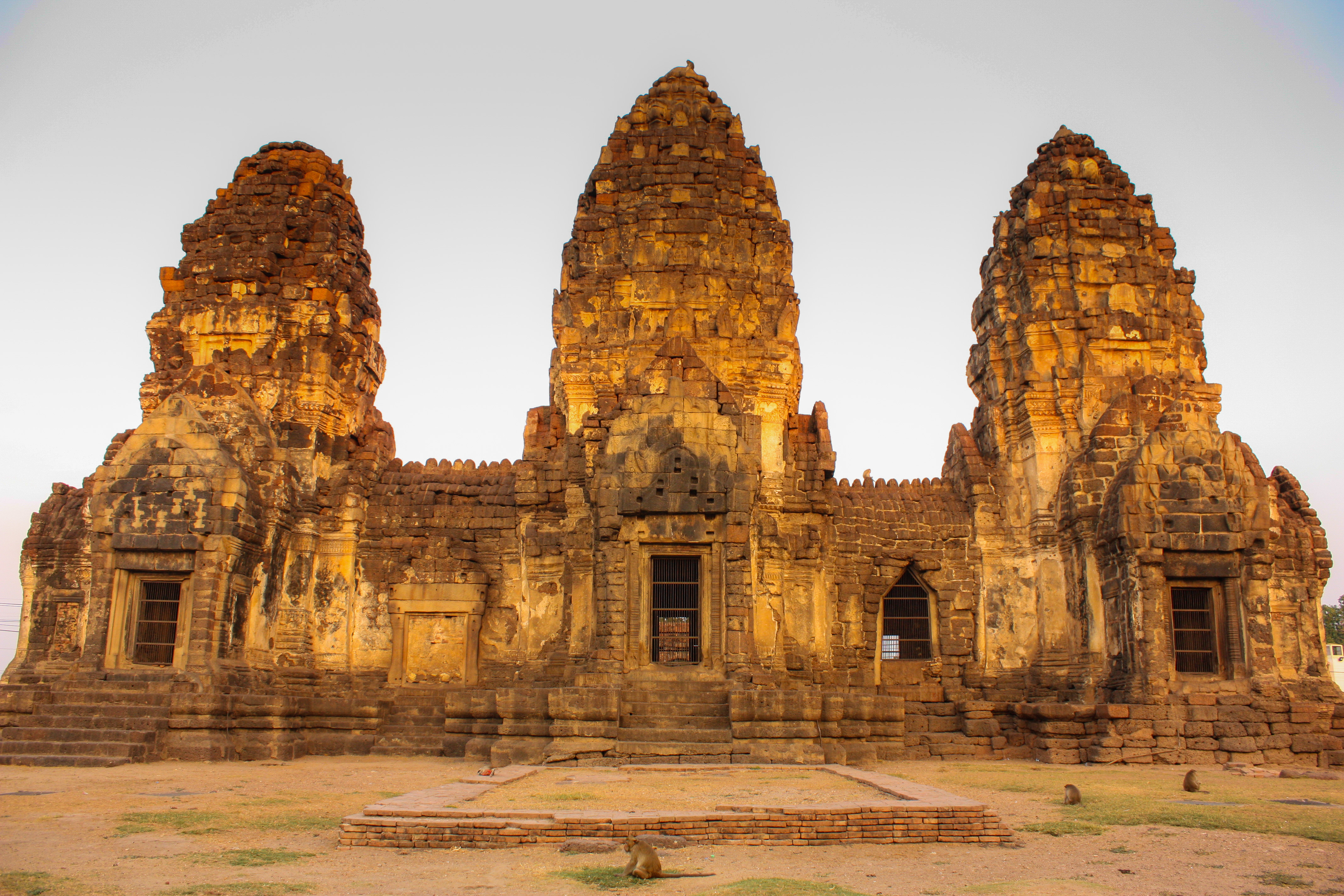
南北軸に並ぶ3基の塔堂（西面）

プラーン・サームヨート (Prang Sam Yot 〈プラ・プラーン・サームヨード、Phra Prang Sam Yod〉、タイ語: พระปรางค์สามยอด) は、タイの中部、ロッブリー県の県庁所在地（ムアン）ロッブリーにあるクメール時代の3基の塔堂（プラーン、prang）をもつ寺院である。

## 位置
プラーン・サームヨートは、ロッブリー市内中心部のロッブリー駅の北方およそ800mにあり、チエンマイとバンコクを結ぶタイ国有鉄道北本線のすぐ近くに位置する。コンスタンティン・フォールコンの居住地であったバーン・ウィチャエーン（チャオプラヤー・ウィチャエーンの家）が西に約400m、ナーラーイ王の宮殿プラ・ナーラーイ・ラチャニウェートが南西約500mの距離にある。

## 歴史
寺院はおそらく12世紀末から13世紀、クメール支配によるジャヤーヴァルマン7世（在位1181-1218年/20年）の統治時代に構築された。もともとの機能は明確ではないが、アンコールの多くの寺院と同様に、プラーン・サームヨートは当初ヒンドゥー教の寺院であり、3基の塔はヒンドゥー教の神ブラフマー、ヴィシュヌ、シヴァの三神一体を表すものとされる。
しかしながら、ジャヤーヴァルマンは大乗仏教徒であったため、仏教寺院として建立されたとして仏教により捉えることもできる。すなわち中央塔堂は釈迦如来（仏陀）を表し、南の塔堂は菩薩（聖観音、Avalokiteśvara）を象徴しており、北の塔堂は般若波羅蜜多母 (Prajnaparamita) を表すものとする。ただし、3基の塔にはそれぞれシヴァ・リンガが残ることから、その歴史のなかでヒンドゥー教の聖域としての時代があったことは確かである。
17世紀、アユタヤ王朝の王ナーラーイ（在位1656-1688年）のもとで寺院は修復され、上座部仏教寺院に改宗された。ナーラーイは煉瓦による礼拝堂（ウィハーン、wihan）を建立し、そこにアユタヤ様式の仏像を安置した。
1994年、寺院はタイ芸術局により修復された。

## 構成
ラテライトと砂岩による3基の塔堂が南北に並び、内部通路により互いに接続される。塔堂は高さ約21.5mで、両側の2基はやや低くなっている。塔堂の上部および扉の上には化粧しっくい（スタッコ）の装飾が見られる。
今日、プラーン・サームヨートは、ロッブリーの主要な観光地でありランドマークの1つである。ただしそれは必ずしも遺跡だけではなく、サルが集まる場所として知られることによる。